# Романенко, Алексей Федосеевич
Алексей Федосеевич Романе́нко (1924—1944) — младший сержант Рабоче-крестьянской Красной Армии, участник Великой Отечественной войны, Герой Советского Союза (1943).

## Биография
Алексей Романенко родился 20 марта 1924 года в селе Крупянка Горьковского района Омской области..
После окончания семи классов школы работал учётчиком и пахарем в колхозе, был избран секретарём ячейки ВЛКСМ.
В августе 1942 года Романенко был призван на службу в Рабоче-крестьянскую Красную Армию и вступил в бой на Воронежском фронте.
К сентябрю 1943 года младший сержант Алексей Романенко командовал отделением мотострелкового батальона 69-й механизированной бригады 9-го механизированного корпуса 3-й гвардейской танковой армии Воронежского фронта. Отличился во время битвы за Днепр. 22 сентября 1943 года отделение Романенко переправилось через Днепр в районе села Зарубинцы Каневского района Черкасской области Украинской ССР и приняло активное участие в боях за захват и удержание плацдарма на его западном берегу, отразив большое количество немецких контратак.
Указом Президиума Верховного Совета СССР от 17 ноября 1943 года младший сержант Алексей Романенко был удостоен высокого звания Героя Советского Союза.
В феврале 1944 года Романенко пропал без вести (по другим данным, погиб в бою).

## Награды
- медаль «Золотая Звезда»[1]
- орден Ленина[1]
- медаль «За отвагу»[1].

## Память
В честь Романенко были названы:
- улица Алексея Романенко в Октябрьском районе города Омска (постановление Омского городского совета № 207 от 5 мая 1965 года)[1]
- центральная улица в селе Горьковском[1]
- колхоз в Крупянке[1]
- улица в Крупянке

Установлены памятник в Крупянке и обелиск в деревне Зенкуль Нижнеомского района. В Омске установлена стела с информационным текстом в начале улицы, названной в честь героя.